# Christian Bangel
Christian Bangel (* 1979 in Frankfurt/Oder) ist ein deutscher Autor und Journalist.

## Leben
Bangel studierte Geschichte, Politikwissenschaften und Ethnologie an der Universität Hamburg. Er war Mitentwickler des ZEIT-Online-Magazins Zuender, des Anti-Rechtsextremismus-Blogs stoerungsmelder.org sowie des Netz gegen Nazis. 2009 beteiligte er sich am Wahlkampf für die Partei Bündnis 90/Die Grünen. Von 2012 bis 2018 war er Chef vom Dienst bei Zeit Online, seit 2019 ist er dort Politischer Autor.
Zu seinen Schwerpunktthemen gehören Beiträge über Ostdeutschland und Rechtsextremismus in der Bundesrepublik Deutschland. 2017 veröffentlichte Bangel den Roman Oder Florida. Im Oktober 2019 prägte er nach einem Freitag-Essay des Rappers Testo über dessen Jugend in Ostdeutschland den Begriff „Baseballschlägerjahre“, als er Twitter-Nutzer dazu aufforderte, über Erfahrungen mit rechtsextremer und rassistischer Gewalt in den neunziger Jahren zu berichten. Der Begriff bezieht sich auf den Baseballschläger als Symbol rechter Gewalt. 2021 erschien eine Dokumentationsreihe des rbb unter dem Titel.

## Werke (Auswahl)
- Oder Florida. Roman. Piper, München 2017, ISBN 978-3-492-05804-9.

## Auszeichnungen und Preise (Auswahl)
- 2008: Grimme Online Award (gemeinsam mit Thomas Hitzlsperger, Markus Kavka, Klaas Heufer-Umlauf, Stefanie Werner, Rebecca Weis, Boris Fust, Claudia Brüninghaus, Ole Tillmann, Mathias Brodkorb, Patrick Gensing, Matthias Hörstmann für Störungsmelder.org)[10]
- 2017: Deutscher Reporterpreis (gemeinsam mit Sascha Venohr, Christian Bangel, Philip Faigle, Flavio Gortana, Andreas Loos, Fabian Mohr, Julia Speckmeier und Julian Stahnke (Zeit Online) für die Dokumentation Stadt, Land, Vorurteil)[11]
- 2017: Journalist des Jahres, 2., Kategorie „Team“ (gemeinsam mit Philip Faigle für das Pop-Up-Ressort D17)[12]
- 2019: Journalist des Jahres, 3., Kategorie „Politik“[13]